# Melanomyza gracilipes
Melanomyza gracilipes är en tvåvingeart som först beskrevs av Friedrich Hermann Loew 1861.  Melanomyza gracilipes ingår i släktet Melanomyza och familjen lövflugor. Inga underarter finns listade i Catalogue of Life.